# Ihar Karpienka
Ihar Wasiljewicz Karpienka (biał. Ігар Васільевіч Карпенка, ros. Игорь Васильевич Карпенко, Igor Wasiljewicz Karpienko; ur. 28 kwietnia 1964 w Nowokuźniecku) – białoruski polityk, w czasach ZSRR drugi sekretarz Komitetu Centralnego Komunistycznej Partii Białorusi, w latach 2004–2012 deputowany do Izby Reprezentantów Zgromadzenia Narodowego Republiki Białorusi III i IV kadencji, minister edukacji Białorusi; oskarżany o udział w fałszowaniu wyborów na Białorusi.

## Życiorys
Urodził się 28 kwietnia 1964 roku w mieście Nowokuźnieck, w obwodzie kemerowskim Rosyjskiej FSRR, ZSRR. Ukończył Miński Państwowy Instytut Pedagogiczny im. A. Gorkiego, uzyskując wykształcenie nauczyciela historii, wiedzy o społeczeństwie i języka angielskiego. Pracę rozpoczął jako starszy wychowawca pionierów w szkole średniej. Odbył służbę wojskową w szeregach Armii Radzieckiej. Następnie pracował jako sekretarz komitetu komsomołu, kierownik wydziału, urzędu pracy wychowawczej, prorektor ds. pracy wychowawczej i społecznej Białoruskiego Państwowego Uniwersytetu Pedagogicznego im. Maksima Tanka. Pełnił funkcję drugiego sekretarza Komitetu Centralnego Komunistycznej Partii Białorusi.
Pracował jako przewodniczący Komisji Wyborczej w Mińsku. W 2004 roku został deputowanym do Izby Reprezentantów Białorusi III kadencji z Chojnickiego Okręgu Wyborczego Nr 67. Pełnił w niej funkcję zastępcy przewodniczącego Stałej Komisji ds. Problemów Katastrofy Czarnobylskiej, Ekologii i Eksploatacji Przyrody. 27 października 2008 roku został deputowanym do Izba Reprezentantów IV kadencji z Jesienińskiego Okręgu Wyborczego Nr 100. Pełnił w niej funkcję członka Stałej Komisji ds. Międzynarodowych i Stosunków z WNP. Od 13 listopada 2008 roku był członkiem Narodowej Grupy Republiki Białorusi w Unii Międzyparlamentarnej W grudniu 2016 roku powołany na stanowisko Ministra edukacji Białorusi, w grudniu 2021 – na stanowisko szefa Centralnej Komisji Wyborczej.

## Oskarżenia o udział w fałszowaniu wyborów
Według raportu przygotowanego przez polską Fundację Wolność i Demokracja, Ihar Karpienka w czasie pełnienia funkcji przewodniczącego Komisji Wyborczej w Mińsku uczestniczył w fałszowaniu wyników wyborów.

## Sankcje międzynarodowe
W marcu 2022 roku Karpenko znalazł się na kanadyjskiej liście sankcyjnej.
Od czerwca 2022 roku jako szef CKW Republiki Białoruś podlega sankcjom personalnym UE; Szwajcaria następnie przystąpiła do tych sankcji. Wcześniej, w latach 2011-2016 Karpenko był już na czarnej liście UE jako przewodniczący Miejskiej Komisji Wyborczej w Mińsku.
W marcu 2023 roku Karpenko i inni członkowie białoruskiej CKW zostali umieszczeni na amerykańskiej liście sankcyjnej.
W styczniu 2025 r. został nałożony na niego sankcje przez Wielką Brytanię.

## Odznaczenia
- Medal „Za Zasługi w Pracy” (6 grudnia 2011)[16];
- Medal Jubileuszowy „60 Lat Zwycięstwa w Wielkiej Wojnie Ojczyźnianej lat 1941–1945”;
- Podziękowanie Prezydenta Republiki Białorusi;
- Gramota Pochwalna Ministerstwa Edukacji i Nauki Republiki Białorusi;
- Odznaka „Wybitny Pracownik Oświaty Republiki Białorusi”;
- Gramota Pochwalna Ministerstwa Oświaty Republiki Białorusi;
- Gramota Pochwalna Państwowego Komitetu ds. Młodzieży Republiki Białorusi;
- Gramota Pochwalna Mińskiego Miejskiego Komitetu Wykonawczego
- Gramota Pochwalna Ministerstwa Kultury Republiki Białorusi;
- Gramota Pochwalna Zgromadzenia Narodowego Republiki Białorusi[1].

## Życie prywatne
Ihar Karpienka jest żonaty, ma syna.